# Nealcidion cereicola
Nealcidion cereicola es una especie de escarabajo longicornio del género Nealcidion, tribu Acanthocinini, subfamilia Lamiinae. Fue descrita científicamente por Fisher en 1936.

## Descripción
Mide 10-13 milímetros de longitud.

## Distribución
Se distribuye por Argentina, Australia, Bolivia, Paraguay y República de Sudáfrica.